# Бейди
Бейди (на китайски: 北狄; на пинин: Běidí) или ди е общо наименование, използвано в китайските източници от епохата Джоу (11-3 век пр.н.е.) за обозначаване на некитайските народи, живеещи на север от Китай. По този начин те се разграничават от западните (жун), източните (дуни) и южните (нанман) варвари. Към края на периода Джоу основната част от бейди са подчинени или асимилирани от китайците.